# 謝別日湖
謝別日湖是俄羅斯的湖泊，由普斯科夫州負責管轄，位於道加瓦河流域，長7公里、寬3公里，面積15.8平方公里，集水區面積128平方公里，平均水深5米，最大水深18米，每年十一月至翌年五月結冰。